# Institution Notre-Dame
Pour les articles homonymes, voir Notre-Dame et IND.
L'Institution Notre-Dame (IND) est un établissement scolaire situé à Valence, en France. Comprenant une école, un collège et un lycée, il est couramment appelé l'IND.

## Histoire
En 1811, un décret édicte la réunion, en une seule école secondaire ecclésiastique par département, de toutes les écoles de ce genre y existant. C'est ainsi que l'abbé Étienne Fière transféra à Valence, l'école qu'il avait créée à Saint-Jean-en-Royans, et en fut le premier supérieur.
En 1830, le petit séminaire comptait 200 élèves.
Le 6 août 1834, le conseil Episcopal décida la construction d'un nouveau local dont les fondations furent ouvertes le 24 août 1835, sur le terrain acquis au quartier de Charran à Valence. Il prit le nom de Petit Séminaire Notre-Dame.
En 1838, au mois d'octobre la première rentrée réunissait environ 200 élèves (l'année scolaire allait alors d'une seule traite de la mi-octobre à la mi-août sans aucun congé). La vie sur la colline se déroula sans changement profond de 1838 à 1906, date à laquelle la loi de séparation obligea à dissoudre les séminaires et à abandonner les locaux.
Après un passage temporaire, pour les élèves des trois classes supérieures, au patronage Saint-Hyppolyte à Romans, l'Institution s'établit dans les bâtiments des Frères maristes à Saint-Paul-Trois-Chateaux, où elle devint l'Institution Notre-Dame (petit séminaire).
L'évêché considérait toutefois cette solution comme provisoire et sans la guerre de 1914-1918, l'Institution aurait été rapatriée à Valence dès 1914 ou 1915. Elle ne le fut qu'en 1920 grâce à Monseigneur Paget.
La rentrée d'octobre s'effectua dans des bâtiments inachevés (une seule aile terminée, la chapelle restait à l'état de projet). Le régime était toujours l'internat et pendant quelques années les externes et les demi-pensionnaires demeurèrent rares.

## Classement du lycée
En 2015, le lycée se classe 3e sur 20 au niveau départemental quant à la qualité d'enseignement, et 228e au niveau national. Le classement s'établit sur trois critères : le taux de réussite au bac, la proportion d'élèves de première qui obtient le baccalauréat en ayant fait les deux dernières années de leur scolarité dans l'établissement, et la valeur ajoutée (calculée à partir de l'origine sociale des élèves, de leur âge et de leurs résultats au diplôme national du brevet).

## L'établissement actuel
Peu à peu, et surtout depuis 1945, la législation relative à l'enseignement privé, l'ouverture de classes élémentaires, le recours à des professeurs laïcs de plus en plus nombreux, la mixité des élèves, la suppression en 1981 de l'internat, ont fait de l'Institution Notre Dame, un établissement catholique de l'enseignement privé ouvert à tous, héritier de l'ancien pour l'essentiel, mais adapté aux conditions de vie de ce début de XXIe siècle.
L'Institution Notre Dame est engagée dans le programme Établissements éco-responsables en Rhône-Alpes.
- Effectif=1850

1. École Primaire=349
2. Collège=860
3. Lycée=630

- Personnel=174

## Élèves célèbres
- Louis Le Cardonnel
- Marc Boyer
- Mathieu de la Drôme